# Meteorus abdominator
Meteorus abdominator es una especie de avispa parasitoide perteneciente a la familia Braconidae que ataca importantes plagas de cultivos. Se la conoce por ser un endoparasitoide solitario o gregario de larvas de lepidópteros o coleópteros, incluyendo la Eupithecia pusillata.